# Battaglia di Lens
La battaglia di Lens ebbe luogo il 20 agosto 1648, nel corso della prima parte della Guerra franco-spagnola, durante la fase francese della guerra dei trent'anni e fu l'ultima grande battaglia di quest'ultima. Essa vide impegnati l'esercito francese al comando di Luigi II di Borbone, detto il Gran Condé, e quello spagnolo al comando dell'arciduca Leopoldo Guglielmo d'Asburgo; i francesi risultarono vittoriosi.

## Antefatti e preparazione
Lo scontro si svolse presso la città fortificata di Lens, nell'Hainaut (nell'odierno Belgio); la città era caduta in mani francesi nel 1647, e la Spagna, venuta a conoscenza delle difficoltà interne degli avversari dovute all'emergere della Fronda contro il cardinale Giulio Mazzarino, decise di tentare di riconquistarla. Per rispondere a tale mossa, il principe di Condé intraprese una rapida marcia dalla Catalogna, dove era impegnato, verso le Fiandre, raccogliendo truppe lungo il percorso, in Champagne, Lorena e a Parigi; l'esercito così formato ammontava a 16 000 uomini, di cui più di metà di cavalleria, e 18 cannoni. Lo fronteggiava un'armata spagnola superiore in numero e artiglieria, forte di 18 000 uomini (ancora una volta più della metà montati) e 38 cannoni.

## Sviluppo dello scontro
Gli spagnoli si disposero su di un terreno elevato, e, considerata la loro superiorità, Condé decise di non attaccare, dando il via ad un movimento di ritirata; gli spagnoli risposero con una serie di azioni di disturbo da parte della cavalleria contro la retroguardia francese. Tali azioni coinvolsero via via sempre più uomini delle due parti finché entrambi gli eserciti si ritrovarono a combattere una battaglia su vasta scala. La fanteria spagnola riuscì a fare arretrare il centro francese, infliggendo gravi perdite al reggimento delle Gardes Françaises; alla fine, comunque, la cavalleria francese riuscì a mettere in rotta la sua controparte accerchiando le forze nemiche e concludendo così lo scontro.
Le perdite spagnole ammontarono a circa 3 000 tra morti e feriti e 5 000 prigionieri; lo scontro tra Francia e Spagna non sarebbe terminato insieme alla Guerra dei trent'anni, ma sarebbe continuato fino alla pace dei Pirenei del 1659.